# Acontias litoralis
Espèce
Statut de conservation UICN

 LC  : Préoccupation mineure
Synonymes
- Microacontias litoralis (Broadley & Greer, 1969)

Acontias litoralis est une espèce de sauriens de la famille des Scincidae.

## Répartition
Cette espèce est endémique des régions côtières de la province de Cap-Occidental en Afrique du Sud.

## Description
C'est un saurien vivipare.

## Publication originale
- Broadley & Greer, 1969 : A revision of the genus Acontias Cuvier (Sauria: Scincidae). Arnoldia, vol. 4, no 26, p. 1-29.